# Białoruska Partia Niezależnych Socjalistów
Białoruska Partia Niezależnych Socjalistów (biał. Беларуская партыя незалежных сацыялістаў, Biełaruskaja partyja niezależnych sacyjalistau) – lewicowa partia polityczna białoruskiej mniejszości narodowej w II Rzeczypospolitej w latach 1922–1925.

## Charakterystyka

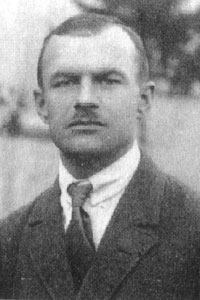
Szymon Rak-Michajłowski

Białoruska Partia Niezależnych Socjalistów (BPNS) powstała jako lewe skrzydło Białoruskiej Partii Socjaldemokratycznej (BPSd). Jej założycielem był Szymon Rak-Michajłowski. W początkowym okresie działalności nie występowała przeciwko białoruskim socjaldemokratom. Razem z BPSd, Białoruską Organizacją Rewolucyjną i Białoruską Chrześcijańską Demokracją brała udział w pracach Białoruskiego Centralnego Komitetu Wyborczego i uczestniczyła w opracowaniu jej platformy wyborczej. W listopadzie 1922 roku lider partii Szymon Rak-Michajłowski został wybrany na posła na Sejm Rzeczypospolitej Polskiej I kadencji. W późniejszym okresie do BPNS dołączyli inni posłowie narodowości białoruskiej: Paweł Wołoszyn, Piotr Miotła, Bronisław Taraszkiewicz. Pod wpływem Komunistycznej Partii Zachodniej Biaołorusi (KPZB) i Komunistycznej Partii (bolszewików) Białorusi opuścili oni frakcję parlamentarną Białoruski Klub Poselski i utworzyli nową: Białoruską Włościańsko-Robotniczą Hromadę. Pod koniec 1925 roku wraz z komunistami zaczęli tworzyć masową organizację o tej samej nazwie. Od tego momentu BPNS de facto zjednoczyła się z KPZB.